# Personskadeförbundet RTP
Personskadeförbundet RTP är en politisk obunden medlemsorganisation som arbetar för delaktighet och tillgänglighet i samhället för trafik-, olycksfalls- och polioskadade. RTP:s vision är ett solidariskt och likvärdigt samhälle. Förbundet fick sitt nuvarande namn efter kongressbeslut 2009; tidigare hette man Riksförbundet för trafik-, olycksfalls, och polioskadade (förkortat RTP). Förkortningen RTP ska numera utläsas "Rehabilitering, Tillgänglighet och Påverkan".

## Organisation
RTP har cirka 14 000 medlemmar, som är organiserade i 60 lokalföreningar i Sverige. Det finns omkring 15 000–20 000 personer i Sverige som fick polio innan man började vaccinera barn mot virussjukdomen i mitten av 1950-talet. Andra medlemmar har skador som uppkommit vid en olycka eller genom yttre våld.
RTP är medlem i Funktionsrätt Sverige en paraplyorganisation för 43 funktionsrättsorganisationer.